# Frank Kannewurf
Frank Kannewurf (* 11. Januar 1972 in Ost-Berlin) ist ein ehemaliger deutscher Eishockeyspieler auf der Position des Verteidigers. Bei 1,88 m Körpergröße und einem Gewicht von 88 kg war seine Stärke das körperbetonte Spiel in der Abwehr.

## Karriere
Kannewurf begann seine Karriere beim EHC Dynamo Berlin; 1991/92 spielte er für den EHC Wolfsburg und den BSC Preussen, ehe er zu den Eisbären Berlin zurückkehrte. Beim Hauptstadtklub spielte er vier Saisons in der ersten Bundesliga, die im Jahr 1994 in Deutsche Eishockey Liga umbenannt wurde. Anschließend war er wieder für den BSC, die Ratinger Löwen, Odessa Jackalopes, ETC Crimmitschau, EV Füssen, GEC Nordhorn, ERC Haßfurt, ERC Ingolstadt, EV Füssen, und ERC Selb auf dem Eis. In der Saison 2002/03 ließ er seine Karriere bei den Eisbären Juniors in der Regionalliga ausklingen.
Insgesamt absolvierte Kannewurf (für die Capitals, Eisbären und Ratingen) 174 Spiele in der höchsten deutschen Eishockeyliga. Dabei erzielte er 19 Tore und 31 Assists. Für Schlagzeilen in der (ost-)deutschen Boulevardpresse sorgte seine Liaison mit Fernsehmoderatorin Victoria Herrmann („Elf 99“) von 1994 bis 1996. Seit 2005 arbeitet Frank Kannewurf als Personal Trainer in Berlin.